# فلوریان گرستر

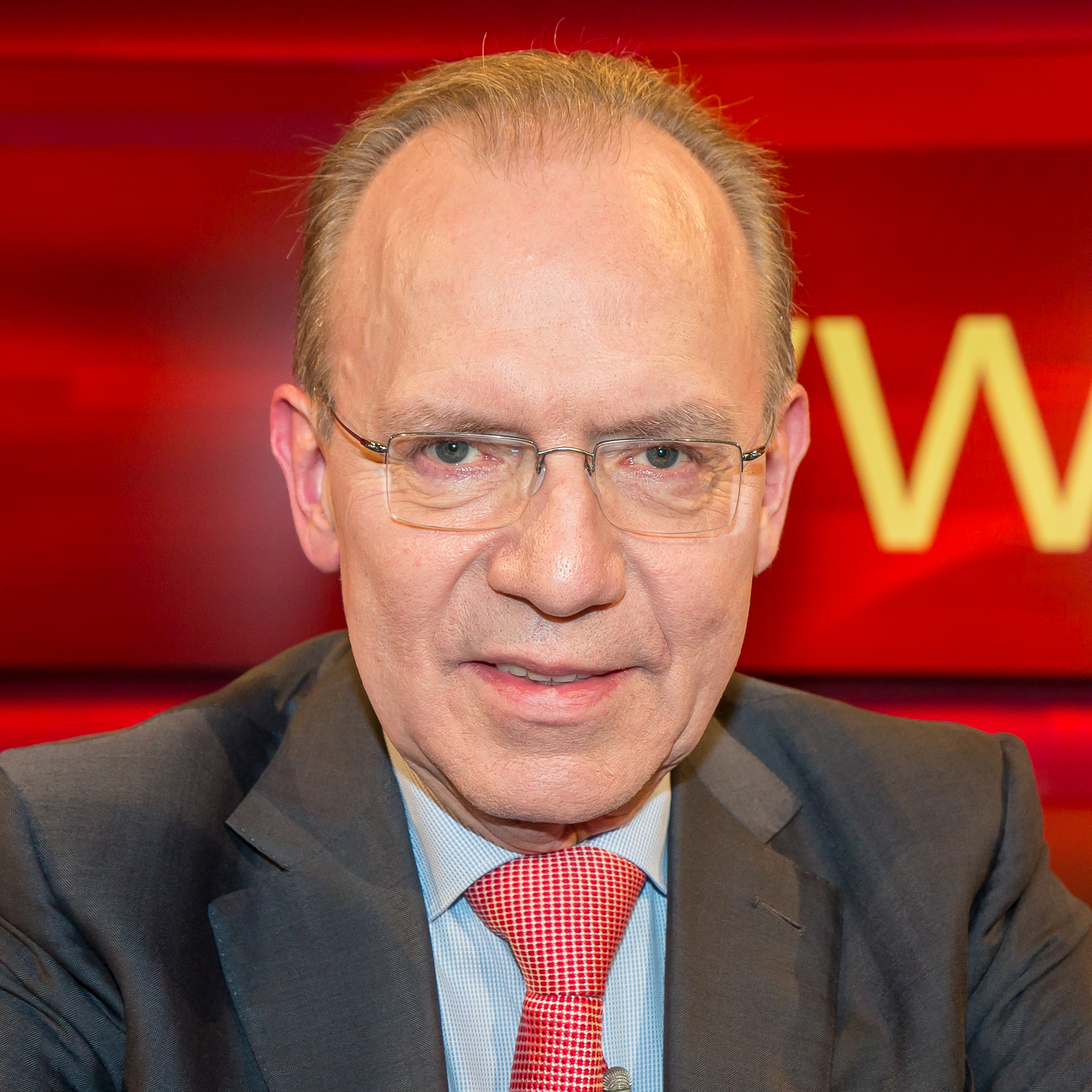
فلوریان گرستر، ۲۰۱۷

فلوریان گرستر (زاده ۷ مه ۱۹۴۹ در ورمس، آلمان) سیاستمدار آلمانی و مقام دولتی سابق است. پس از فارغ‌التحصیلی، وی در ارتش خدمت کرد و در دانشگاه مانهایم کارشناسی ارشد روانشناسی گرفت. در سال ۱۹۷۷، او به راینلاند-فالتس انتخاب شد و در سال ۱۹۸۷ با نمایندگی ورمز وارد بوندستاگ آلمان شد. از سال ۱۹۹۱ به بعد، او به عنوان وزیر امور فدرال و اروپا و پس از آن به عنوان وزیر کار راینلاند-فالتس منصوب شد. وی از سال ۲۰۰۲ تا زمان استعفا در سال ۲۰۰۴ به عنوان رئیس آژانس استخدام فدرال آلمان خدمت کرد. امروز، گرستر یک مدرس ارشد در دانشگاه علوم اداری آلمان اسپایر است و به عنوان مشاور مدیریت آزاد کار می‌کند. وی برادر گوینده اخبار ZDF heute پترا گرستر است.